# باري ماكديرموت
باري ماكديرموت (بالإنجليزية: Barrie McDermott)‏ هو لاعب دوري الرغبي بريطاني، ولد في 12 يوليو 1972 في أولدهام في المملكة المتحدة.